# ماینلیر کلاس پلاتون (۱۹۱۲)
ماینلیر کلاس پلاتون (۱۹۱۲) (به انگلیسی: Pluton-class minelayer (1912)) یک کلاس از کشتی است که طول آن ۱۹۹ فوت ۵ اینچ (۶۰٫۸ متر) می‌باشد.